# 159 (numero)
Centocinquantanove (159)  è il numero naturale dopo il 158 e prima del 160.

## Proprietà matematiche
- È un numero dispari.
- È un numero composto, con 4 divisori: 1, 3, 53, 159. Poiché la somma dei divisori (escluso il numero stesso) è 57 < 159, è un numero difettivo.
- È un numero semiprimo.
- È un numero omirpimes.
- È un numero nontotiente in quanto dispari e diverso da 1.
- È la somma di tre numeri primi consecutivi, 159 = 47 + 53 + 59.
- È un numero di Woodall.
- È un numero fortunato.
- È un numero congruente.
- È un numero malvagio.
- È un numero intero privo di quadrati.
- È parte delle terne pitagoriche (84, 135, 159), (159, 212, 265), (159, 1400, 1409), (159, 4212, 4215), (159, 12640, 12641).

## Astronomia
- 159P/LONEOS è una cometa periodica del sistema solare.
- 159 Aemilia è un asteroide della fascia principale del sistema solare.

## Astronautica
- Cosmos 159 è un satellite artificiale russo.